# Howard Lloyd Pryce
Howard Lloyd Pryce, CMG (* 1871; † 23. Februar 1932 in Portsmouth) war ein britischer Verwaltungsbeamter in der Kolonie Gambia.

## Leben
Pryce schloss sich dem Colonial Service an und wurde Oktober 1896 zum Travelling Commissioner für das Südufer (South Bank Province of Protectorate) des Gambia-Flusses ernannt (heutiger Titel: Gouverneur). Diese Funktion hatte er bis um 1899 und schloss sich dann 1901 kurz der Gambia Field Force an. 1903 war er als amtierender Oberrichter (Acting Chief Magistrate) tätig, bis er 1904 wieder als Travelling Commissioner für das Nordufer (North Bank Province of Protectorate) eingesetzt wurde. 1904 bis 1905 war er Teil der Anglo-Französischen Grenzkommission. Die Ernennung zum Senior Commissioner in Bathurst erfolgte 1912.
1920 ging Pryce in dem Ruhestand.

## Auszeichnungen und Ehrungen
Er war ein Companion des Ordens von St. Michael und St. George, der 1911 bei den Coronation Honours von König Georg V. verliehen wurde.